# Epidendrum allisonii
Epidendrum allisonii är en orkidéart som beskrevs av Eric Hágsater och Dodson. Epidendrum allisonii ingår i släktet Epidendrum och familjen orkidéer.
Artens utbredningsområde är Ecuador. Inga underarter finns listade i Catalogue of Life.